# Chen Chien-liang
Pour les articles homonymes, voir Chen.
Dans ce nom chinois, le nom de famille, Chen, précède le nom personnel Chien-liang.
Chen Chien-liang, né le 7 novembre 1993, est un coureur cycliste taïwanais. Il participe à des compétitions sur route et sur piste.

## Palmarès sur route

### Par année
- 2015
  - 2e du Hell of the Marianas
  - 3e du championnat de Taïwan sur route
  - 3e du championnat de Taïwan du contre-la-montre
- 2017
  - 2e du championnat de Taïwan du contre-la-montre
  - 3e du championnat de Taïwan sur route
- 2019
  - 2e du championnat de Taïwan sur route
- 2020
  -  Champion de Taïwan sur route

### Classements mondiaux
| Année         | 2012 | 2013 | 2014 | 2015 | 2016 | 2017 |
| ------------- | ---- | ---- | ---- | ---- | ---- | ---- |
| UCI Asia Tour | 240e |      |      |      | 628e | 284e |

## Palmarès sur piste

### Championnats d'Asie
- Izu 2016
  -  Médaillé de bronze de la poursuite

### Championnats nationaux
- 2023[4]
  - 2e du championnat de Taïwan de vitesse par équipes
  - 2e du championnat de Taïwan du scratch
  - 3e du championnat de Taïwan de l'omnium
- 2024[5]
  -  Champion de Taïwan de vitesse par équipes (avec Tsai Chia-hsun, Huang Ching-lun et Yang Ding-hao)
  -  Champion de Taïwan du scratch